# Кану, Кристофер
Кристофер Кану (англ. Christopher Kanu; род. 4 декабря 1979, Оверри) — нигерийский футболист, защитник.

## Биография

### Клубная карьера
Кристофер Кану начал свою футбольную карьеру в Нигерии, в клубе «Игл Семент» в возрасте 15 лет. В 1995 году Кристофер решил перебраться Нидерланды для того, чтобы присоединиться к своему старшему брату Нванкво Кану, который выступал в составе амстердамского «Аякса».
В 1996 году Кристофер подписал профессиональный контракт с клубом, но в своём первом сезоне он так и не сыграл ни одного матча в сезоне. В том же году 17-летний Кану был отдан в аренду швейцарскому клуб «Лугано», в составе которого провёл 9 матчей. Вернувшись из аренды в «Аякс» Кристофер в течение четырёх сезонов выступал за «Аякс», изредка выходя на поле, свой первый матч Кану провёл в 1999 году. Всего за амстердамский клуб Кристофер провёл 15 матчей.
В 2001 году Кристофер был отдан в аренду испанскому «Алавесу». В чемпионате Испании сезона 2001/02 Кристофер сыграл в пяти матчах. В 2002 году Кану проходил просмотр в нидерландском клубе «ТОП Осс», но в клуб Кристофер так и не попал. В том же году Кану был вновь отдан в аренду, на этот раз в «Спарту» из Роттердама. По окончании аренды Кристофер перешёл в английский «Питерборо Юнайтед», в котором ранее проходил просмотр. В новом клубе Кристофер сразу оказался в основном составе, в своём первом сезоне он провёл 21 матч в третьем английском дивизионе. В следующем сезона Кристофер на так получал много игрового времени как в прошлом сезоне, проведя всего 13 матчей. В 2005 году Кану проходил просмотр в нескольких английских клубах, а также в клубе из Норвегии и Дании.
В 2006 году Кристофер стал игроком английского клуба «Вингейт энд Финчли», но в клубе Кану провёл всего 1 матч, год спустя Кристофер был отдан в аренду нидерландской «Спарте». В том же году Кристофер вернулся в Нигерию и стал выступать за свой бывший клуб «Игл Семент», который изменил название на «Долфинс».
Клубы, в которых Кристофер Кану проходил просмотр:
- 2002 ТОП Осс
- 2008  Олдершот Таун

### Карьера в сборной
В национальной сборной Нигерии Кристофер провёл 3 матча, он так же участвовал на летних Олимпийских играх 2000 года. На олимпийских играх Кану со сборной дошёл до четвертьфинала, в котором проиграли сборной Чили со счётом 4:1. Кану так же играл в молодёжной сборной Нигерии (до 17 лет), с которой в 1997 году стал обладателем кубка Меридиан, победив в финале молодёжную сборную Испании со счётом 3:2.

## Личная жизнь
Помимо старшего брата Нванкво Кану, у Кристофера есть младший брат Анри Кану, который так же является футболистом.